# Polvere (Olly)
Polvere è un singolo del cantautore italiano Olly, pubblicato l'8 febbraio 2023 come quarto estratto dal primo album in studio Gira, il mondo gira.
Il brano è stato presentato in gara durante la 73ª edizione del Festival di Sanremo, dove si è classificato al ventiquattresimo posto al termine della kermesse musicale.

## Descrizione
Il brano, scritto dallo stesso Federico Olivieri con Emanuele Lovito, è prodotto da Julien Boverod, in arte Jvli.

## Video musicale
Il video musicale, diretto da Nicola Bussei e Asia J. Lanni, è stato pubblicato in concomitanza all'uscita del brano attraverso il canale YouTube di Olly.

## Tracce
Testi di Federico Olivieri ed Emanuele Lovito, musiche di Federico Olivieri, Emanuele Lovito e Julien Boverod.
1. Polvere – 2:46

## Classifiche
| Classifica (2023) | Posizione massima |
| ----------------- | ----------------- |
| Italia            | 14                |